# Гуччо Гуччі
Гуччо Джованбаттіста Джачінто Даріо Марія Гуччі (італ. Guccio Giovanbattista Giacinto Dario Maria Gucci) — італійський бізнесмен і дизайнер, засновник модного дому Gucci.

## Ранні роки
Народився 26 березня 1881 року в родині простого шкіряного майстра у Флоренції, столиці найбільш індустріально розвиненого регіону Італії, Тоскана.
Про життєві обставини його дитинства відомо мало. Вісімнадцятирічним підлітком Гуччо переїхав до Лондона, де у тогочас найпрестижнішому готелі Європи Savoy, він врешті дослужився до досить престижної посади ліфтером. Завдяки їй він міг напряму контактувати з найшанованішими відвідувачами: Вінстоном Черчиллем, Френком Сінатрою, Клодом Моне. Таким чином, робота дала йому змогу щодня спостерігати за публікою з вищих прошарків суспільства, отримувати нові зв'язки. Елегантність вбрання відвідувачів готелю та їх багажу, наприклад від H.J. Cave & Sons, надихнула хлопця на мрію колись самому виготовляти подібне.
По втраті посади, Гуччо повернувся до Флоренції, де почав виготовляти шкіряні дорожні валізи та аксесуари для компанії Franzi. Усі попередні заощадження він відкладав на відкриття власної справи.

## Кар'єра
Мрія Гуччі здійснилась у 1921 році, коли у віці сорока років він відкрив свої майстерню та маленький магазинчик на Via della Vigna Nuova у Флоренції. Компанія Gucci дістала назву за ім'ям свого власника.
Спочатку, бажаючи заманити клієнтів із вишуканим смаком, чоловік продавав як зроблені ним, так і імпортовані з Німеччини та Англії валізи, сумки та аксесувари для подорожей. Товари власного виробництва швидко почали славитись завдяки своїй якості. Поступово, через популярність та престиж кінного спорту серед людей великих статків, у Gucci освоїли виробництво дорогого одягу для жокеїв. Вироби Gucci остаточно стали позиціонуватись як елітні.
1935 року, через вторгнення Італії до Ефіопії, що відбулось за наказом Муссоліні, Лігою Націй на міжнародну торгівлю Італії було накладено ембарго. Аби залишитись на плаву, компанії Гуччо довелось розширювати асортимент. Серед нових виробів з'явились взуття, гаманці та ремені. У 1937 році компанія стала випускати маленькі дамські сумочки. Також, через недостатні запаси шкіряних матеріалів, Гуччі відійшли від традиції і почали виробляти валізи і з тосканських конопель. На валізи додавались шкіряні ремінці. Врешті, цей товар став одним із найвпізнаваніших атрибутів компанії.
1938 року за порадою сина, Гуччо відкрив другий магазин у Римі. По закінченню Другої світової війни, під час звільнення Риму союзними силами у червні 1944 року, Gucci отримали популярність і серед британських військових.
З 1947 серед використовуваних матеріалів з'явився бамбук, що також став символом компанії. У 1950-ті з'явилася на світ канонічна зелено-червоно-зелена стрічка.
In 1951, відкрився магазин Гуччі в Мілані. Гуччо не прагнув розширяти бізнес за межі Італії. Проте за два тижні до його смерті його сини Альдо Родольфо і Васко відкрили фірмовий бутик в Нью-Йорку.
Помер 2 січня 1953 року в Мілані. Бізнес успадкували його сини.

## Особисте життя
Гуччо Гуччі одружився 1901 року на спадковій кравчині, 24-річній Аїді Калвеллі, з якою мав шістьох дітей: 5 хлопчиків, серед яких Альдо та Родольфо Гуччі та 1 дівчинку — Грімальду.
Альдо Гуччі, як старший син, допомагав батькові із компанією та навіть розробив культовий логотип фірми у 1933 р. Він був головою Gucci після смерті батька у 1953, і керував нею, присвятивши цьому майже всю решту життя, по 1986 рік.